# Stringer
En stringer är en journalist som arbetar som frilansmedarbetare i utlandet. Stringern är bosatt i det aktuella landet eller regionen denne bevakar och har ett avtal med en eller flera redaktioner om att leverera material, till skillnad från en korrespondent som är anställd av en redaktion och utsänd till det aktuella landet eller regionen.